# Rostock (huyện)
Rostock (tiếng Đức: Landkreis Rostock) là một huyện nằm ở phía Bắc bang Mecklenburg-Vorpommern, Đức. Các vùng xung quanh huyện theo chiều kim đồng hồ là huyện Nordwestmecklenburg, biển Baltic, thành phố Rostock và các huyện Vorpommern-Rügen, Mecklenburgische Seenplatte, Ludwigslust-Parchim. Thủ phủ của huyện là thị trấn Güstrow.
Huyện này được thành lập tháng 9 năm 2011 trên cơ sở sáp nhập từ các huyện cũ Bad Doberan và Güstrow. Với diện tích 3.421 km², đây là huyện lớn thứ tư ở Đức.

## Xã và thị trấn
| Amt-free towns                                                               | Amt-free municipalities                           |
| ---------------------------------------------------------------------------- | ------------------------------------------------- |
| 1. Bad Doberan 2. Güstrow 3. Kröpelin 4. Kühlungsborn 5. Neubukow 6. Teterow | 1. Dummerstorf 2. Graal-Müritz 3. Sanitz 4. Satow |

| Ämter | Ämter | Ämter | Ämter |
| --- | --- | --- | --- |
| 1. Bad Doberan-Land [seat: Bad Doberan] 1. Admannshagen-Bargeshagen 2. Bartenshagen-Parkentin 3. Börgerende-Rethwisch 4. Hohenfelde 5. Nienhagen 6. Reddelich 7. Retschow 8. Steffenshagen 9. Wittenbeck 2. Bützow Land 1. Baumgarten 2. Bernitt 3. Bützow1, 2 4. Dreetz 5. Jürgenshagen 6. Klein Belitz 7. Penzin 8. Rühn 9. Steinhagen 10. Tarnow 11. Warnow 12. Zepelin 3. Carbäk 1. Broderstorf1 2. Klein Kussewitz 3. Poppendorf 4. Roggentin 5. Thulendorf | 4. Gnoien 1. Altkalen 2. Behren-Lübchin 3. Boddin 4. Finkenthal 5. Gnoien1, 2 6. Lühburg 7. Walkendorf 5. Güstrow-Land (seat: Güstrow) 1. Glasewitz 2. Groß Schwiesow 3. Gülzow-Prüzen 4. Gutow 5. Klein Upahl 6. Kuhs 7. Lohmen 8. Lüssow 9. Mistorf 10. Mühl Rosin 11. Plaaz 12. Reimershagen 13. Sarmstorf 14. Zehna 6. Krakow am See 1. Dobbin-Linstow 2. Hoppenrade 3. Krakow am See1, 2 4. Kuchelmiß 5. Lalendorf | 7. Laage 1. Diekhof 2. Dolgen am See 3. Hohen Sprenz 4. Laage1, 2 5. Wardow 8. Mecklenburgische Schweiz (seat: Teterow) 1. Alt Sührkow 2. Dahmen 3. Dalkendorf 4. Groß Roge 5. Groß Wokern 6. Groß Wüstenfelde 7. Hohen Demzin 8. Jördenstorf 9. Lelkendorf 10. Prebberede 11. Schorssow 12. Schwasdorf 13. Sukow-Levitzow 14. Thürkow 15. Warnkenhagen 9. Neubukow-Salzhaff [seat: Neubukow] 1. Alt Bukow 2. Am Salzhaff 3. Bastorf 4. Biendorf 5. Carinerland 6. Kirch Mulsow 7. Rerik2 | 10. Rostocker Heide 1. Bentwisch 2. Blankenhagen 3. Gelbensande1 4. Mönchhagen 5. Rövershagen 11. Schwaan 1. Benitz 2. Bröbberow 3. Kassow 4. Rukieten 5. Schwaan1, 2 6. Vorbeck 7. Wiendorf 12. Tessin 1. Cammin 2. Gnewitz 3. Grammow 4. Nustrow 5. Selpin 6. Stubbendorf 7. Tessin1, 2 8. Thelkow 9. Zarnewanz 13. Warnow-West 1. Elmenhorst/Lichtenhagen 2. Kritzmow1 3. Lambrechtshagen 4. Papendorf 5. Pölchow 6. Stäbelow 7. Ziesendorf |
| 1seat of the Amt; 2town | | | |